# Lompret (Nord)
Lompret è un comune francese di 2 399 abitanti situato nel dipartimento del Nord nella regione dell'Alta Francia.

## Società

### Evoluzione demografica
Abitanti censiti